# Estadio Nuevo Carlos Tartiere
Das Estadio Carlos Tartiere (Offizieller Name: Estadio Municipal Carlos Tartiere) ist ein Fußballstadion in der nordspanischen Stadt Oviedo, Autonome Gemeinschaft Asturien. Es bietet Sitzplätze für 30.500 Zuschauer und dient dem ortsansässigen Fußballverein Real Oviedo als Heimspielstätte. Des Weiteren bietet es 22 V.I.P.-Logen und 200 Plätze in der Präsidenten-Loge.

## Geschichte
Das Estadio Nuevo Carlos Tartiere wurde im Jahr 2000 als Nachfolgestadion des Estadio Carlos Tartiere erbaut. Das Vorgängerstadion wurde anno 1932 gebaut und bot zuletzt 22.500 Zuschauern Platz. Es war ein Austragungsort der Fußball-Weltmeisterschaft 1982, bei der Italien seinen dritten WM-Titel feiern konnte. In Oviedo fanden dabei die Spiele Chile gegen Österreich (0:1), Algerien gegen Österreich (0:2) und Algerien gegen Chile (3:2) statt. Nach der Vorrunde wurde das Estadio Carlos Tartiere nicht mehr berücksichtigt, sodass es bei diesen drei WM-Spielen für das kleinste WM-Stadion von 1982 blieb. Auch diente das alte Stadion von Oviedo der spanischen Fußballnationalmannschaft als Spielort für ein Länderspiel, das sie 1932 gegen Jugoslawien gewann. 1958 wurde es zu Ehren des verstorbenen Präsidenten von Real Oviedo, Carlos Tartiere, in Estadio Carlos Tartiere umbenannt, nachdem es zuvor den Namen Estadio Buenavista trug. Schließlich wurde das Estadio Carlos Tartiere im Jahre 2000 nach 68 Jahren abgerissen und durch ein neues Stadion in Oviedo ersetzt. Das letzte Spiel im alten Stadion bestritten Real Oviedo und Real Sociedad San Sebastián.

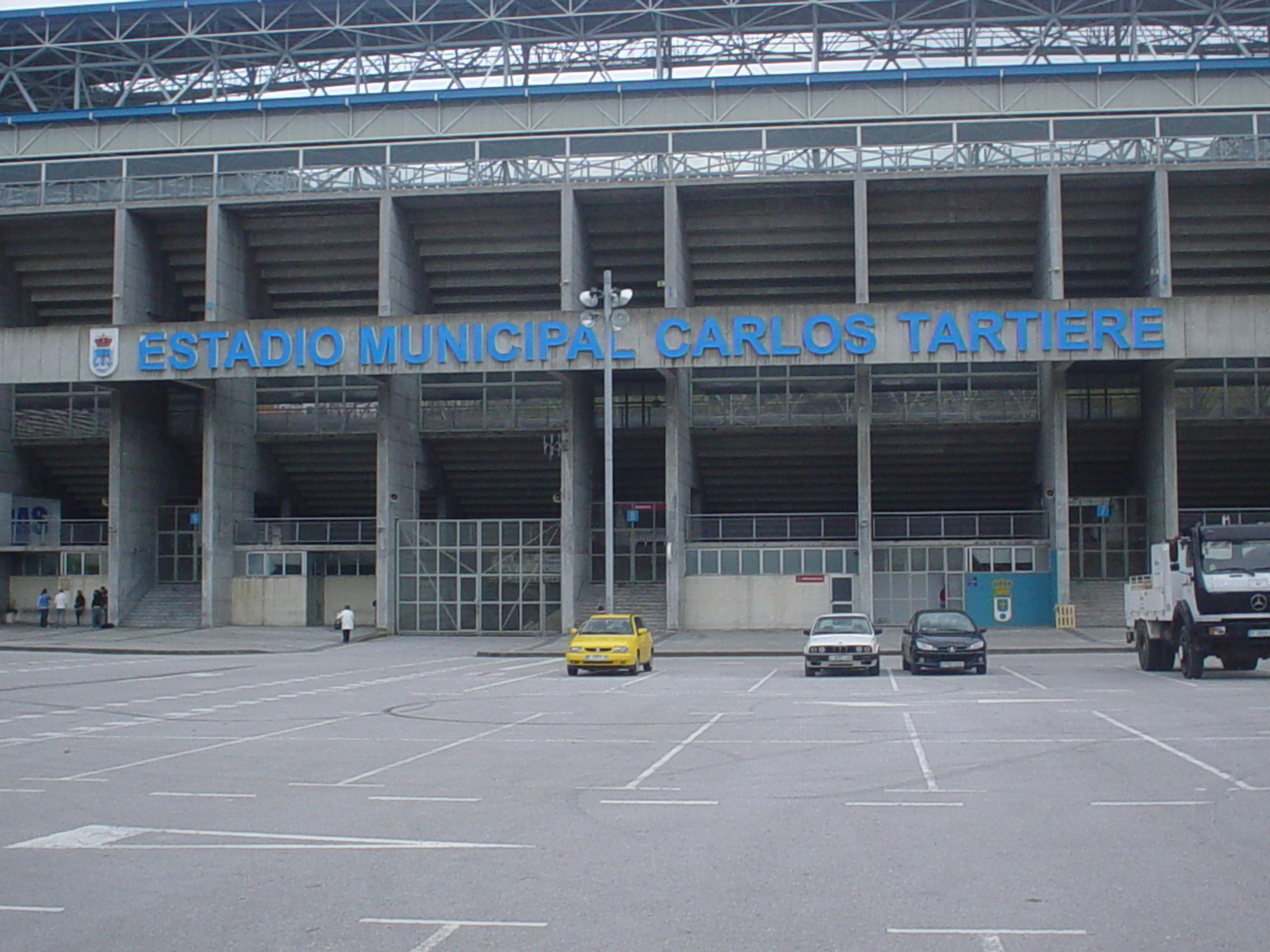
Eingang zum Stadion

 Als das neue Stadion in Oviedo gebaut wurde, befand sich Real Oviedo gerade auf dem Höhepunkt seines sportlichen Schaffens mit dem stetigen Verbleib in der Primera División. Doch schon in der ersten Spielzeit im neuen Stadion kam es zum Abstieg aus der ersten Liga. Danach versank der Verein, bei dem einst spanische Fußballgrößen wie Luis Aragonés und Isidro Lángara oder der Argentinier Maxi Rodríguez spielten, in der Bedeutungslosigkeit, da man in der Zweitligasaison 2002/03 in die Tercera División zwangsabsteigen musste, nachdem die Gehälter der Spieler nicht bezahlt werden konnten. In der Folgezeit ging es für den Verein immer wieder auf und ab zwischen der Segunda División B und der Tercera División. Da der Verein jetzt also in einer niedrigen Klasse spielte, waren die Investitionen für das Stadion nicht gewinnbringend, da es durch die fehlende Klasse bei Real Oviedo nicht stark besucht wird und die über 30.000 Plätze fast nie gefüllt sind.
In der neuen Arena in Oviedo fanden drei Qualifikationsspiele für Europa- und Weltmeisterschaften statt. Gegen Bosnien-Herzegowina gewann Spanien am 2. Juni 2001 nach Toren von Fernando Hierro, Javi Moreno, Raúl und Diego Tristán mit 4:1, gegen Lettland trafen Xavi und Fernando Torres am 12. September 2007 zum 2:0. Zudem siegte die U-21 Auswahl gegen Polen am 4. September 2009 mit 2:0, wobei José Luis Mato und Daniel Parejo die Tore erzielten. Seitdem fanden im Estadio Nuevo Carlos Tartiere maximal noch Zweitligaspiele von Real Oviedo statt.